# Hyperprosopon argenteum
Hyperprosopon argenteum és una espècie de peix pertanyent a la família dels embiotòcids.

## Descripció
- Pot arribar a fer 30 cm de llargària màxima.
- 8-10 espines i 25-28 radis tous a l'aleta dorsal i 3 espines i 30-35 radis tous a l'anal.
- 33-37 vèrtebres.
- És de color blau fosc al dors amb els flancs i el ventre platejats.
- Els joves tenen franges estretes, verticals i daurades.
- Els extrems de les aletes pèlviques són negres.
- Les vores de l'aleta caudal són fosques.[6][7][8]

## Reproducció
Pot tindre entre 5 i 12 cries.

## Alimentació
Menja crustacis petits.

## Hàbitat
És un peix marí, demersal i de clima subtropical que viu fins als 18 m de fondària.

## Distribució geogràfica
Es troba al Pacífic oriental: des de l'illa de Vancouver (la Colúmbia Britànica, el Canadà) fins a les costes centrals de la Baixa Califòrnia (Mèxic), incloent-hi l'illa de Guadalupe.

## Observacions
És inofensiu per als humans, la seua esperança de vida és de 6 anys i apreciat entre els afeccionats a la pesca esportiva.